# Боровська сільська рада (Алейський район)
Боровська́ сільська рада (рос. Боровской сельский совет) — сільське поселення у складі Алейського району Алтайського краю Росії.
Адміністративний центр — село Боровське.

## Населення
Населення — 940 осіб (2019; 1131 в 2010, 1518 у 2002).

## Склад
До складу сільської ради входять:
| Населений пункт      | Населення, осіб (2002) | Населення, осіб (2010) |
| -------------------- | ---------------------- | ---------------------- |
| Боровське, село      | 1325                   | 1050                   |
| Серебренниково, село | 193                    | 81                     |